# Union sportive Maubeuge
Actualités
L’Union sportive Maubeuge (ou US Maubeuge) est un club français de football fondé en 1936 et basé à Maubeuge.
Le club évolue depuis 2023 en championnat de Régional 1 (Niveau VI) de la Ligue du Nord-Pas-de-Calais de football.

## Histoire
Le 17 juin 1957, l'équipe de l'US Maubeuge revient de Rodez avec le titre de champion de France amateur. L'année suivante après le départ de plusieurs joueurs : 
- Lestienne part pour Forbach.
- Daniel Fabro pour Valenciennes de 1957 à 1959.
- Montbailly, militaire retourne à Roubaix.
- Schramm,ingénieur des mines appelé à Merlebach.
- Le capitaine Cantero part pour Saint-Claude.

Le président Pierre Klès démissionne de son poste à la suite des promesses non respectées du maire, le docteur Forest.
L'US Maubeuge a disputé durant trois saisons de 1994 à 1997 le championnat de National 2 (aujourd'hui CFA) et possède à son palmarès un titre de Champion de France amateur obtenu en 1957.

## Biographie des Présidents et entraîneurs
- Pierre Klès : Il devient Président de l'U.S. Maubeuge en 1945, le club est alors en 4e division. Il propose alors au R.C. Maubeuge une fusion que celui refuse. Il conduit l'U.S. Maubeuge jusqu'au titre de champion en 1957. Il est aussi vice-président du L.O.S.C.

- René Da Silva : René met fin à sa carrière de joueur après une blessure à sa main, à 32 ans, il obtient une dérogation lui permettant de devenir entraîneur. Né en 1925 à Porto (Portugal), il arrive en France l'année suivante et prend la nationalité française. Il débute aux verreries de Reims (avec Gillis) et passe junior au Stade de Reims, où il se casse la jambe. À 21 ans, il part pour Saint-Quentin. Toujours au poste de gardien de but, il signe son premier contrat pro avec Rouen durant 5 saisons. Il passe ensuite par Lens pour 2 saisons et finit sa carrière de joueur à Maubeuge. Puis devient entraîneur de l'U.S. Maubeuge.

## Palmarès
- CFA (1)
  - Champion de France en 1957

- Championnat de division d'honneur (Régional 1) (3)
  - Champion : 1954, 1979, 2016

## Championnat
| Saison    | Division            | Classement | Points | Matchs | Victoires | Nuls | Défaites | Forfaits | B.P. | B.C. | Dif. |
| 1993-1994 | National 3 Groupe A | 4e         | 32     | 26     | 12        | 8    | 6        | 0        | 40   | 24   | +16  |
| 1994-1995 | National 2 Groupe A | 11e        | 33     | 34     | 10        | 13   | 11       | 0        | 36   | 41   | -5   |
| 1995-1996 | National 2 Groupe A | 14e        | 39     | 34     | 10        | 9    | 15       | 0        | 42   | 50   | -8   |
| 1996-1997 | National 2 Groupe A | 18e        | 20     | 34     | 3         | 11   | 20       | 0        | 20   | 70   | -50  |
| 1997-1998 | CFA 2 Groupe A      | 14e        | 31     | 30     | 7         | 10   | 13       | 0        | 34   | 48   | -14  |
| 1998-1999 | CFA 2 Groupe A      | 13e        | 65     | 30     | 9         | 8    | 13       | 0        | 34   | 45   | -11  |
| 1999-2000 | CFA 2 Groupe A      | 10e        | 71     | 30     | 11        | 8    | 11       | 0        | 37   | 35   | +2   |
| 2000-2001 | CFA 2 Groupe A      | 15e        | 56     | 30     | 4         | 14   | 12       | 0        | 46   | 67   | -21  |
| 2001-2002 | DH Nord             | 3e         | 74     | 26     | 14        | 6    | 6        | 0        | 46   | 25   | +21  |
| 2002-2003 | DH Nord             | 3e         | 73     | 26     | 13        | 8    | 5        | 0        | 50   | 26   | +24  |
| 2003-2004 | DH Nord             | 5e         | 65     | 26     | 12        | 3    | 11       | 0        | 45   | 37   | +8   |
| 2004-2005 | DH Nord             | 5e         | 64     | 26     | 10        | 8    | 8        | 0        | 45   | 42   | +3   |
| 2005-2006 | DH Nord             | 11e        | 56     | 26     | 8         | 6    | 12       | 0        | 25   | 34   | -9   |
| 2006-2007 | DH Nord             | 11e        | 52     | 26     | 7         | 5    | 14       | 0        | 27   | 43   | -16  |
| 2007-2008 | DH Nord             | 7e         | 60     | 26     | 8         | 10   | 8        | 0        | 27   | 28   | -1   |
| 2008-2009 | DH Nord             | 11e        | 52     | 26     | 6         | 9    | 10       | 1        | 26   | 42   | -16  |
| 2009-2010 | DH Nord             |            |        |        |           |      |          |          |      |      |      |

## Coupe de France
| Saison    | Match                                             | Résultats     | Stade                               | Niveau                         |
| 1979-1980 | AS Creil (D3) - US Maubeuge (D4)                  | 4 - 0         | Creil                               | 8e Tour                        |
| 1980-1981 | US Maubeuge (D4) - LB Châteauroux (D2)            | 1 - 3 & 5 - 2 | Maubeuge & Châteauroux              | 16e de finale - Aller & Retour |
| 1981-1982 | US Maubeuge (D4) - US Valenciennes-Anzin (D1)     | 3 - 2 & 3 - 1 | Maubeuge & Valenciennes             | 16e de finale - Aller & Retour |
| 1982-1983 | US Maubeuge (D3) - RC Strasbourg (D1)             | 1 - 2 & 1 - 1 | Maubeuge & Strasbourg               | 16e de finale - Aller & Retour |
| 1983-1984 | AS Sarreguemines (D4) - US Maubeuge (D3)          | 2 - 1         | Forbach                             | 32e de finale                  |
| 1984-1985 | US Maubeuge (D3) - CS Sedan A (D2)                | 1 - 3 & 1 - 1 | Maubeuge & Sedan                    | 16e de finale - Aller & Retour |
| 1995-1996 | US Maubeuge (N2) - USL Dunkerque (D2)             | 0 - 3         | Maubeuge                            | 8e tour                        |
| 2002-2003 | US Maubeuge (DH) - ES Lambres-lez-Douai (L)       | 1 - 2         | Maubeuge                            | 32e de finale                  |
| 2007-2008 | US Maubeuge (DH) - FC Sochaux-Montbéliard (L1)    | 0 - 2         | Stade Nungesser (Valenciennes)      | 32e de finale                  |
| 2008-2009 | US Maubeuge (DH) - AS Aulnoye-Aymeries Foot (DHR) | 1 - 2 AP      | Stade Léo-Lagrange (Maubeuge)       | 3e tour                        |
| 2009-2010 | Olympique Saint-Quentin (DH) - US Maubeuge (DH)   | 3 - 1         | Stade Paul Debrésie (Saint-Quentin) | 7e tour                        |
| 2014-2015 | US Maubeuge (DH) - Valenciennes FC (L2)           | 3 - 1         | Maubeuge                            | 7e tour                        |
|           |                                                   |               |                                     |                                |

Us Maubeuge (R1) 0-1 Ac Amiens (N2)
8ème tour 2015-2016
As Prix (N3) 3-1 Us Maubeuge (N3)
8ème tour 2016-2017
Cs Avion (R2) 4-2 Us Maubeuge (N3)
4ème tour 2017-2018
Us Maubeuge (N3) 1-2 Chambly Fc (N1)
6ème tour 2018-2019
Us Maubeuge (N3) 1-2 Us Laon (R1)
5ème tour 2019-2020

## Équipes
- 1957-1958 : Lempereur, Dos Santos, Michel Secq, Serge Fabro, Pasiak, Szczeniak, Liénard, Lenfant, Giovannini, Ziolek et Gérard Secq.

## Quelques anciens joueurs
- Mickael Seoudi
- Patrice Buisset
- Mohamed Dahmane
- Nicolas Dehon
- Jérémy Denquin
- Eugène Ekéké
- Hubert Fournier
- Jacques Glassmann
- Hocine Lachaab
- Michel Leflochmoan
- Philippe Meunier
- Daniel Moreira
- Frédéric Petereyns
- Denis Calesse
- Claude Andrien